# Aldea Valle María
Aldea Valle María é um município da província de Entre Ríos, na Argentina.